# Anabelle Lachatte
Anabelle Lachatte (geboren 1972) ist eine deutsche Schauspielerin.

## Leben und Karriere
Lachatte startete ihre Schauspielkarriere 1994 als Darstellerin in der deutsch-österreichischen Fernsehreihe Ärzte, im Jahr 2000 spielte sie in dem Fernsehfilm Der Mörder in dir. Eine ihrer bekanntesten Rollen übernahm Lachatte in Hans Weingartners Regiedebüt Das weiße Rauschen (2001) neben Daniel Brühl. Der Part der Kati Delius brachte ihr im folgenden Jahr eine Nominierung für den Deutschen Filmpreis als Beste Nebendarstellerin. Weitere Rollen spielte Lachatte u. a. in Unterwegs (2004) und Der Wannsee-Mörder (2002).

## Filmografie
- 1994: Ärzte
- 2000: Der Mörder in dir
- 2001: Das weiße Rauschen
- 2002: Der Wannsee-Mörder
- 2002: SOKO Kitzbühel (Folge: Killerbienen)
- 2003: Sternzeichen
- 2003: Männer häppchenweise
- 2004: Kammerflimmern
- 2004: Unterwegs
- 2004: Das Duo: Bauernopfer
- 2005: Berlin Nights
- 2006: Something That Sticks
- 2008: Controlled Flight Into Terrain